# Сяново (Польща)
Сяново (пол. Sianowo, нім. Schwanau, before 1908: also Ottenow or Sanowo) — село в Польщі, у гміні Картузи Картузького повіту Поморського воєводства.
Населення — 333 особи (2011).
У 1975-1998 роках село належало до Гданського воєводства.

## Демографія
Демографічна структура станом на 31 березня 2011 року:
|          | Загалом | Допрацездатний вік | Працездатний вік | Постпрацездатний вік |
| -------- | ------- | ------------------ | ---------------- | -------------------- |
| Чоловіки | 169     | 44                 | 107              | 18                   |
| Жінки    | 164     | 24                 | 101              | 39                   |
| Разом    | 333     | 68                 | 208              | 57                   |